# くろしおくん
くろしおくんは、高知県のイメージキャラクターである。愛知県在住の当時50代の女性がデザインした。

## 歴史
- 1997年12月　高知県がキャラクターを公募。
- 2002年　よさこい高知国体のマスコットとして活躍。
- 2008年3月1日 - 2009年2月1日の期間開催された「花・人・土佐 であい博2008」のシンボルキャラクター（マスコット）として活躍。
- 2022年 無料化。

## エピソード
- 「よさこい高知国体」の開催に合わせて「高知県のイメージキャラクター」として公募された。同じ国体マスコットでのちに県のマスコットとなっている「コバトン」「ももっち」などとは異なり、くろしおくんは国体開催以前より続投が決定している。
- 国体の啓発を兼ねてぬいぐるみ（着ぐるみ）が数体作られたが、製作時期によって幾つかのタイプがある。
- 国体開催直前、くろしおくん役の県職員がいないことを地元新聞が報じたところ、ボランティアの申し出や市町村からの貸し出しの問い合わせが県庁に多数あった。
- 国体秋季大会開会式前日の2002年10月25日に選手団や観客輸送のためJR四国が高知駅 - 土佐くろしお鉄道中村駅間に全車指定席の特急「くろしおくん」号(キハ185系使用)を一往復半運転し、車両にはくろしおくん絵柄のヘッドマークが掲げられた。臨時列車とはいえ国体マスコットの名前をそのまま採用した国鉄・JRの列車愛称名は前例がなく、2017年現在でもくろしおくんのみである。
- 国体開催当時、くろしおくんのグッズが爆発的に売れ、用意されていたぬいぐるみ2-3000個は競技初日の午前中ですべて完売したというエピソードもある。選手団や観客からの人気ぶりは凄まじく、地元マスメディアは「国体史上最強のマスコット」と報じ、高知県出身で漫画家のやなせたかしは、「くろしおくんはかわいくてユニーク」「地域に密着しており波の動きがいい」と新聞紙上で絶賛した。
- 県が発行している広報紙「さんSUN高知」2002年5月号より、くろしおくんのぬいぐるみを使った4コママンガ「さんSUNマンガ くろしおくんがゆく」がスタートする。国体終了後の2003年6月号より「さんSUNマンガ 新 くろしおくんがゆく」に改題して継続されたものの、2006年3月号をもって終了した。
- 2008年3月1日より翌年2月1日まで高知県内全域で開催された「花・人・土佐 であい博2008」のシンボルキャラクター（マスコット）としても登板し、国体以来凡そ6年ぶりにくろしおくんがモチーフのグッズ(ぬいぐるみなど)が発売された。
- 2008年8月、高知市春野郷土資料館にてくろしおくんをテーマにしたコーナー展示「くろしおくんを見にきいや！」が開催された。国体マスコット経験のあるキャラクターをテーマにした展示会は非常に珍しく、会場にはくろしおくんの原画をはじめ様々なくろしおくんに関する展示が行なわれた。また「くろしおくんのお友だち」と題して国体マスコット経験のある他キャラクターが紹介されるなど国体マスコット史にひとつのエポックを残した。

## 現在
- 2017年現在、前述の通り高知県のイメージキャラクターとして県主催のイベント・催しなどに登場し活躍している。
- くろしおくんは土佐湾沖を流れるくろしおの海、正確には波をモチーフとしているが、登場から20年近くが経過した現在でもくじらなどと勘違いされることがある。